# توروو، شهرستان نیدزیکا
توروو، شهرستان نیدزیکا (به لاتین: Turowo, Nidzica County) یک منطقهٔ مسکونی در لهستان است که در Gmina Kozłowo واقع شده‌است.

## خصوصیات
توروو ۱۶۰ نفر جمعیت دارد.